# Gurskøya
Die Gurskøya ist eine Insel in den norwegischen Kommunen Herøy und Sande im Fylke Møre og Romsdal. Sie hat eine Fläche von etwa 137,11 km². Im Jahr 2015 lebten 4647 Personen auf der Insel.

## Lage und Einwohner
Die Insel gehört zu den beiden westnorwegischen Inselkommunen Herøy und Sande. Der 69 km² große nordöstliche Teil der Insel geht in die Kommune Herøy ein, der südwestliche Teil mit einer Fläche von rund 68 km² in die Kommune Sande. Insgesamt hat die Insel eine Fläche von etwa 137 km². Im Jahr 2015 lebten 2534 der 4647 Einwohner der Insel in Herøy und 2113 in Sande.
Mehrere Fjorde und Meerengen trennen die Gurskøya von weiteren Inseln sowie vom Festland. Zu den größten Nachbarinseln zählen Hareidlandet im Nordosten und die Leinøya im Norden. In den Westen der Gurskøya schneidet sich der Fjord Gursken in die Insel ein.
Das Terrain der Insel ist bergig. Die höchste Erhebung ist der rund 661 moh. hohe Berg Sollia. Dichter besiedelt sind hauptsächlich die flachen Küstenstreifen. Dort liegen Ortschaften wie Leikong, Haugsbygda, Larsnes und Moltustranda.

## Wirtschaft und Infrastruktur

### Verkehr
Die Insel geht in ein Brücken- und Tunnelsystem ein, das die Gurskøya und viele ihrer bewohnten Nachbarinseln mit dem Festland verbindet. Über die Insel verläuft in Ost-West-Richtung der Fylkesvei 61 und der Fylkesvei 5868 entlang der Nordküste.
Im Osten der Gurskøya führt der Fylkesvei 61 über die Dragsundbrua, eine Brücke über den Dragsund, weiter auf die Insel Hareidlandet. Im Norden besteht eine Brückenverbindung zur Leinøya. Im Westen und Südwesten der Gurskøya führen zudem zwei Fährverbindungen auf das Festland. Diese sind die Fährverbindung zwischen Årvika und Koparneset sowie die Verbindung zwischen Larsnes, Åram, Voksa und Kvamsøya.

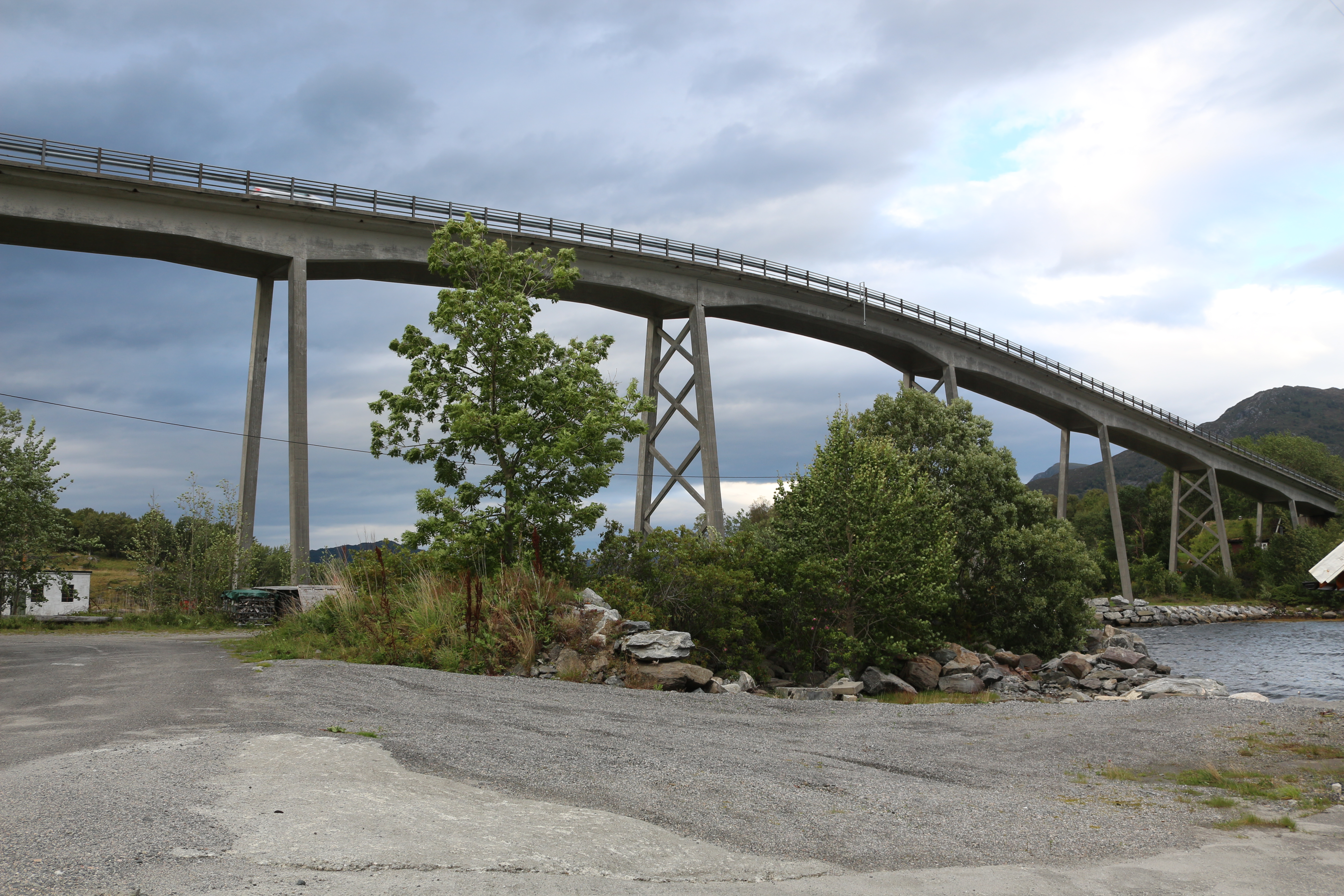
Dragsundbrua
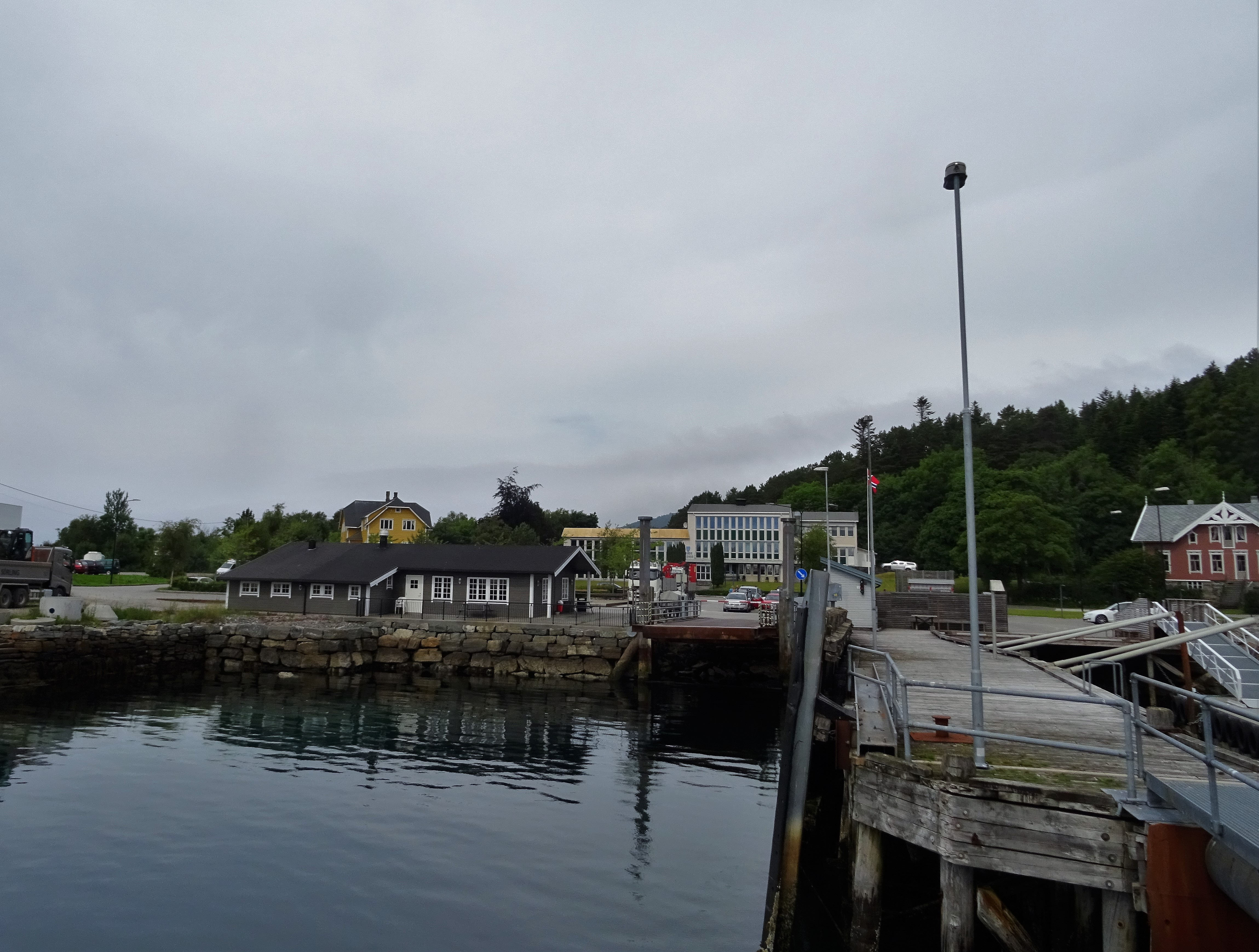
Fährhafen Larsnes

### Wirtschaft
Die lokale Wirtschaft ist von der Fischerei geprägt. So ist auch die Industrie auf die Fischerei spezialisiert und es werden auf der Insel unter anderem Fische verarbeitet. Im zur Kommune Sande gehörigen Südwesten der Insel ist zudem die mechanische Industrie von größerer Bedeutung.

## Name
Der Inselname leitet sich vom Fjordnamen Gursken ab, der sich wiederum vom altnordischen Namen *Gurski ableitet. Dieser Name ist vermutlich mit dem altnordischen Word gor (deutsch Schlamm) verwandt und bezieht sich wohl auf die Moorgebiete rund um den Fjord. Die Nachsilbe „-øy“ bedeutet „-insel“.